# 三橋直樹
三橋 直樹（みつはし なおき、1980年12月2日 - ）は、神奈川県厚木市出身の元プロ野球選手（投手）。右投右打。

## 経歴

### プロ入り前
小学生の頃に同じクラスで仲の良かった館山昌平らとともに軟式野球を始め、中学校でも軟式野球部に所属する。向上高校から関東学院大学へ進み4年時は大学選手権ベスト4、日産自動車に入社。2003年に、後輩の押本健彦と共に日本選手権で優勝、2005年には同期の梵英心と共に都市対抗野球では準優勝を果たし自身も2勝をあげて優秀選手となる。
2005年の大学・社会人ドラフト4巡目指名で横浜ベイスターズに入団。

### 横浜時代
2006年5月30日に初めて一軍登録されると、対福岡ソフトバンクホークス戦（静岡草薙球場）でプロ初登板。6月2日の対北海道日本ハムファイターズ戦でプロ初勝利、8月26日の対中日ドラゴンズ戦で初先発を務めて2勝目を挙げた。
2007年は先発投手が揃わない中、主に先発の谷間に登板して2勝を挙げる。勝率5割で迎えた10月9日の最終戦は先発するも4失点で敗戦投手となり、チームの6年ぶり勝ち越しを逃した。
2008年は登板した全12試合がリリーフで、防御率も9点台とかなり打ち込まれた。
2009年は一軍登板すら無いまま戦力外通告を受け退団。その後、台湾のLa Newベアーズの入団テストを受験したが、契約には至らなかった。
2010年6月17日に富山サンダーバーズへの入団が発表された。背番号は横浜時代と同じ34。11月10日に12球団合同トライアウト1回目に参加した。

### 現役引退後
2011年からは、横浜の後継球団・横浜DeNAベイスターズにスタッフとして復帰。2013年までは、「チームサポーター」という肩書で、打撃投手を務めていた。2014年からは、スコアラーに転身していたが、2017年から打撃投手兼スコアラー補佐という形で打撃投手にも復帰した。

## 選手としての特徴・人物
球持ちが良く、相手打者を差し込む投球が魅力。140km/h台の直球に加え、鋭く落ちるスライダー、チェンジアップなどを投じる。また、クイックモーションの速さと巧妙な牽制球も持ち味。
館山昌平とは小・中学生時代のチームメイトであり、小学校では6年間同じクラスであった。館山は当時の三橋を「クラスの人気者でした。すごい野球オタクで、彼の影響で大学野球や社会人野球を見に行きました。彼がいなかったら、野球の魅力に気づけなかったかもしれません」と語っている。
プロ野球の応援歌が好きで、球界一の応援歌マニアを自負している。

## 詳細情報

### 年度別投手成績
| 年 度     | 球 団     | 登 板 | 先 発 | 完 投 | 完 封 | 無 四 球 | 勝 利 | 敗 戦 | セ 丨 ブ | ホ 丨 ル ド | 勝 率 | 打 者 | 投 球 回 | 被 安 打 | 被 本 塁 打 | 与 四 球 | 敬 遠 | 与 死 球 | 奪 三 振 | 暴 投 | ボ 丨 ク | 失 点 | 自 責 点 | 防 御 率 | W H I P |
| --------- | --------- | ----- | ----- | ----- | ----- | -------- | ----- | ----- | -------- | ----------- | ----- | ----- | -------- | -------- | ----------- | -------- | ----- | -------- | -------- | ----- | -------- | ----- | -------- | -------- | ------- |
| 2006      | 横浜      | 9     | 4     | 0     | 0     | 0        | 2     | 1     | 0        | 0           | .667  | 121   | 29.1     | 28       | 6           | 12       | 0     | 0        | 9        | 0     | 0        | 13    | 13       | 3.99     | 1.36    |
| 2007      | 横浜      | 15    | 9     | 0     | 0     | 0        | 2     | 4     | 0        | 2           | .333  | 215   | 49.0     | 51       | 6           | 16       | 0     | 3        | 28       | 2     | 0        | 25    | 22       | 4.04     | 1.37    |
| 2008      | 横浜      | 12    | 0     | 0     | 0     | 0        | 0     | 0     | 0        | 1           | ----  | 78    | 15.1     | 24       | 5           | 9        | 0     | 0        | 7        | 0     | 0        | 18    | 16       | 9.39     | 2.15    |
| 通算：3年 | 通算：3年 | 36    | 13    | 0     | 0     | 0        | 4     | 5     | 0        | 3           | .444  | 414   | 93.2     | 103      | 17          | 37       | 0     | 3        | 44       | 2     | 0        | 56    | 51       | 4.90     | 1.50    |

### 年度別守備成績
| 年 度 | 球 団 | 投手  | 投手  | 投手  | 投手  | 投手  | 投手     |
| 年 度 | 球 団 | 試 合 | 刺 殺 | 補 殺 | 失 策 | 併 殺 | 守 備 率 |
| ----- | ----- | ----- | ----- | ----- | ----- | ----- | -------- |
| 2006  | 横浜  | 9     | 0     | 6     | 0     | 1     | 1.000    |
| 2007  | 横浜  | 15    | 1     | 7     | 0     | 1     | 1.000    |
| 2008  | 横浜  | 12    | 0     | 1     | 0     | 0     | 1.000    |
| 通算  | 通算  | 36    | 1     | 14    | 0     | 2     | 1.000    |

### 記録
NPB投手記録
- 初登板：2006年5月30日、対福岡ソフトバンクホークス4回戦（静岡草薙球場）、9回表に4番手で救援登板・完了、1回無失点
- 初勝利：2006年6月2日、対北海道日本ハムファイターズ4回戦（横浜スタジアム）、4回表に2番手で救援登板、2回無失点
- 初奪三振：同上、4回表に金子誠から空振り三振
- 初先発登板・初先発勝利：2006年8月26日、対中日ドラゴンズ12回戦（ナゴヤドーム）、6回無失点
- 初ホールド：2007年4月14日、対阪神タイガース2回戦（阪神甲子園球場）、5回裏に2番手で救援登板、2回無失点

NPB打撃記録
- 初安打：2006年9月3日、対阪神タイガース20回戦（横浜スタジアム）、3回裏に安藤優也から右前安打
- 初打点：2007年9月16日、対東京ヤクルトスワローズ18回戦（横浜スタジアム）、2回裏に松岡健一から右前適時打

### 独立リーグでの投手成績
| 年 度        | 球 団        | 登 板 | 完 投 | 勝 利 | 敗 戦 | セ ｜ ブ | 勝 率 | 打 者 | 投 球 回 | 被 安 打 | 被 本 塁 打 | 与 四 球 | 与 死 球 | 奪 三 振 | 暴 投 | ボ ｜ ク | 失 点 | 自 責 点 | 防 御 率 | W H I P |
| ------------ | ------------ | ----- | ----- | ----- | ----- | -------- | ----- | ----- | -------- | -------- | ----------- | -------- | -------- | -------- | ----- | -------- | ----- | -------- | -------- | ------- |
| 2010         | 富山         | 15    | 1     | 1     | 2     | 3        | .333  | 291   | 67.2     | 74       | 6           | 8        | 8        | 37       | 2     | 0        | 35    | 30       | 3.99     | 1.21    |
| BCL通算：1年 | BCL通算：1年 | 15    | 1     | 1     | 2     | 3        | .333  | 291   | 67.2     | 74       | 6           | 8        | 8        | 37       | 2     | 0        | 35    | 30       | 3.99     | 1.21    |

### 背番号
- 34 （2006年 - 2010年）
- 102 （2011年 - 2012年）
- 112 （2017年 - ）